# Medina Sabakh
Medina Sabakh  (ou Medina Sabak ou encore Medina Saba) est une localité du sud-ouest du Sénégal, située à environ 85 km de Kaolack et à proximité de la Gambie.

## Administration
Le village de Medina Sabakh fait partie de la commune du même nom. C'est le chef-lieu de l'arrondissement de Médina Sabakh dans le département de Nioro du Rip (région de Kaolack).

## Géographie
Les localités les plus proches sont Fass, Ker Halli, Keur Ayip, Keur Sering Tioye, Dieri Kao, Boumbouni, Farafenni, Jigimar, Kusassa et Yallal Ba.

### Population
Selon le PEPAM (Programme d'eau potable et d'assainissement du Millénaire), la CR de Medina Sabakh compte 30 910 personnes et 2 889 ménages. La population du village de Medina Sabakh s'élève à 4 672 personnes pour 437 ménages.

### Économie
C'est un centre de transit important, car la ville est située à la frontière de la Gambie, sur la route nationale N4, l'un des deux axes principaux qui relient Dakar à la Casamance.